# 衮楚克
衮楚克（？—1653年），清代蒙古奈曼部领主，纳密克曾孙，卑麻（贝玛土谢图）之孙、也先威正（额森伟徵诺颜）的儿子。
天聪元年（1627年）三月，衮楚克拒绝了明朝的招降，把劝降书送给了后金。次年随皇太极西征察哈尔部，得到「达尔汉」称号。三年（1629年），越界放牧罚马。十月，攻明朝，克遵化。五年（1631年），攻大凌河和锦州，六年（1632年），征察哈尔，攻打明朝归化城和宣府。八年（1634年），攻打大同和朔州。1636年为扎萨克达尔罕郡王。三年（1638年）随清军北征喀尔喀札萨克图汗。九月随入塞，兵锋到山东济南。四年（1639年）随皇太极参加松山之战。六年（1641年），围攻锦州。顺治三年（1646年）随多铎攻打苏尼特部腾机思，击败喀尔喀土谢图汗和车臣汗部的援军。子阿罕、札木三。